# Basiliô Cả
Basiliô thành Caesarea, còn được gọi là Thánh Basiliô Cả hoặc Thánh Cả Basil (tiếng Hy Lạp: Ἅγιος Βασίλειος ὁ Μέγας) (329/330 - 379) là một Giám mục thành Caesarea Mazaca thuộc vùng Capadocia, Tiểu Á.
Ông là người sáng lập một dòng tu ở vùng Pontus gần Biển Đen, và là tác giả của một bộ quy tắc tu trì sau trở thành quy tắc chính cho lối sống đan tu của các giáo hội Đông phương, đây cũng là nguồn cảm hứng cho bộ Tu luật Biển Đức của thánh Bênêđictô thành Norcia ở Tây phương. Ông đã sống một cuộc đời rất khổ hạnh.

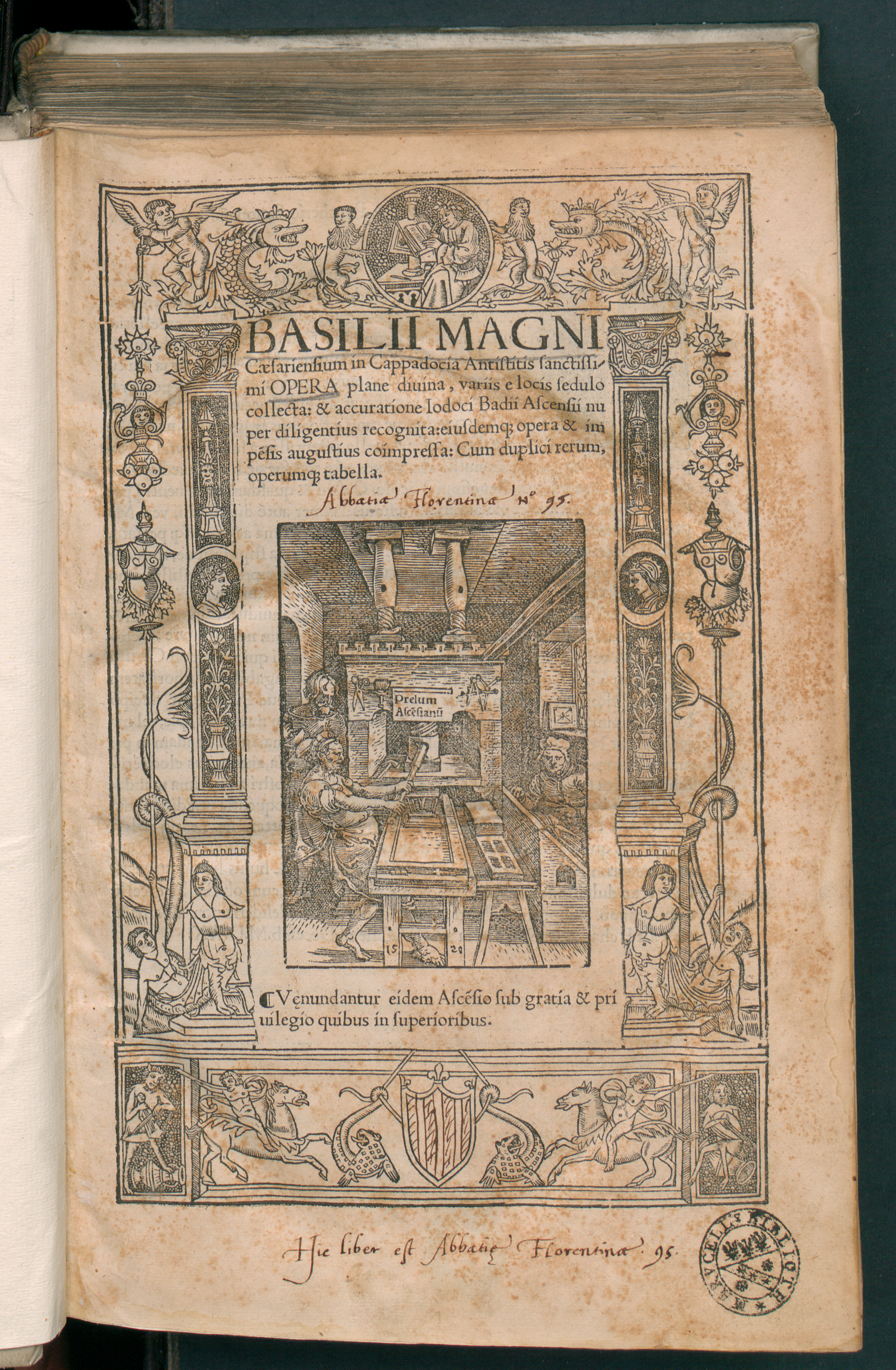
Basilii Magni Opera, 1540

Năm 370, ông trở thành Giám mục của Caesarea. Ông cam kết với những người cùng cực trong nạn đói. Ông tạo ra khu phức hợp mang tên ông, bao gồm nhà tế bần và bệnh viện - Basiliad, đấu tranh chống đói nghèo. Ông là một người tiên phong của Giáo hội.
Ông bảo vệ tín điều Nicea chống lại tà thuyết. Ông đã viết nhiều bài luận về Chúa Thánh Thần, phát triển nền thần học về Thiên Chúa Ba Ngôi. Ông cố gắng rất nhiều để làm yên lòng những chia rẽ trong Giáo hội.
Trong Công giáo Rôma, ông được công nhận là Tiến sĩ Hội thánh năm 1568 bởi Đức Giáo hoàng Piô V. Ông được tôn kính là một vị thánh bởi những người Chính thống giáo cũng như những người Công giáo. Lễ kính ở Tây phương là ngày 2 tháng 1; còn ở Đông phương là ngày 1 tháng 1, ông cũng được mừng kính trong "Lễ Tam Thành Thánh Giả" ngày 30 tháng 1 cùng với thánh Gioan Kim Khẩu và Grêgôriô Nazianzênô.